# Вишняк, Марк Вениаминович
Марк Вениами́нович Вишня́к (Мо́рдух Веньями́нович Вишня́к, псевдоним Марков; 1883, Москва — 1976, Нью-Йорк) — русский юрист, публицист, член партии социалистов-революционеров с 1905 года, в эмиграции — деятель культуры русского зарубежья.

## Биография
Родился 2 (14) января 1883 года в Москве в купеческой семье Вениамина Владимировича (Беньямина Вульфовича) Вишняка и Мины Сауловны Левиной.
Окончил 1-ю московскую гимназию (1901) с серебряной медалью и юридический факультет Московского университета (1907). Осенью 1903 года с 3-го курса юридического факультета уехал во Фрайбург учиться медицине, осенью 1904 года вернулся в Москву, по собственным признаниям, без ясных целей. 5 декабря 1904 года принял участие в демонстрации московских студентов против ущемления властями прав петербургского студенчества; был арестован и провёл месяц в тюремном заключении.
В 1905 году стал членом Московского комитета партии социалистов-революционеров и принимал активное участие в декабрьском вооруженном восстании в Москве. В январе 1906 года был арестован в Москве, в марте бежал за границу; находился в Германии (1906—1907). После нелегального возвращения в Россию (февраль 1907) неоднократно арестовывался и ссылался властями. Был в ссылке в Нарымском крае (1910—1911). Проходил срочную службу в армии (1912—1913). В годы первой мировой войны «оборонец»; на воинской службе в тыловых частях (1914—1915). Секретарь «Известий Главного комитета Союза городов».
Февральскую революцию 1917 года принял всецело, но без энтузиазма и веры в её благополучный исход. Делегирован партией (апрель 1917) в состав Особого совещания для изготовления проекта Положения о выборах в Учредительное собрание; избран секретарём Президиума и входил в комиссии: об осуществлении активного и пассивного избирательного права; о выборах на окраинах; о системах избирательного права; об избирательных списках и их обжаловании. 25 июня 1917 года по списку партии социалистов-революционеров был избран гласным Московской городской думы. Принимал участие в работе Государственного совещания в Москве (август 1917) и Всероссийского демократического совещания в Петрограде (сентябрь 1917). Как представитель Исполкома Всероссийского совета крестьянских депутатов входил во Временный совет Российской республики (сентябрь—октябрь 1917).
Октябрьскую революцию 1917 года воспринял враждебно. В эсеровской газете «Дело народа» утверждал, что установлена не «диктатура пролетариата», а «диктатура против пролетариата». Депутат и секретарь Учредительного собрания по Тверскому и Ярославскому избирательным округам (январь 1918). После разгона Учредительного собрания был объявлен «врагом народа», перешёл на нелегальное положение. Работал в редакции газеты «Известия». Член Союза возрождения России (с апреля 1918).
Вновь в эмиграции с 1919 года. Уехал в Киев, затем эмигрировал во Францию; жил в Париже. В начале 1919 в Париже по заданию Н. С. Долгополова В. В. Руднев составлял обзоры английской прессы, касавшейся положения в России, а М. В. Вишняк обзоры Меморандумов и Записок, с которыми различные делегации обращались к Версальской конференции, и то, и другое предназаначалось для Деникинского правительства. Это была первая работа Вишняка в эмиграции.
Как эксперт по вопросам публичного права участвовал в работе Комитета еврейских делегаций при Конференции мира (1919—1920). Входил в ЦК Российского общества в защиту Лиги Наций. Принимал участие в Совещании членов Учредительного собрания (январь 1921).
Профессор Русского юридического факультета при парижском Институте славяноведения (с 1922). Один из основателей Франко-русского института в Париже (1925). Занимал ключевые позиции в редакции наиболее авторитетного общественно-политического и литературного журнала русского зарубежья «Современные записки».
В 1940 году в связи с нападением Германии на Францию эмигрировал в США, переехав в Нью-Йорк. Преподавал русский язык на курсах при Корнеллском университете (1943—1944), одним из его студентов был Ричард Пайпс; в Морской школе восточных языков при Колорадском университете (1944—1946).
Редактор русского отдела американского еженедельника «Тайм» (1946—1958).
Умер в Нью-Йорке 31 августа 1976 года.

## Адреса
- 1917 — Петроград, Бронницкая улица, 14б, кв. 6.[10]

## Семейные связи
- Двоюродная сестра — Евгения Абрамовна Вишняк (1889—1967)[11] — жена биолога Г. В. Эпштейна (1888—1935)[1][12].
- Двоюродный брат — Абрам Зельманович Розенталь[ивр.] (‎1875—1938), психиатр, отец Мириам Таль.
- Двоюродный брат — Лейзер-Мейлах Зельманович Розенталь (1879—?), врач в Москве.
- Двоюродный брат — Абрам Григорьевич Вишняк (1893, Киев — 1944), издатель, основатель издательства «Геликон».
- Двоюродный брат — Роман Соломонович Вишняк, фотограф.
- Двоюродный брат — Яков Израилевич Вишняк (1886, Витебск — 1948), советский партийный деятель.